# Андреевка (Большеигнатовский район)
Андре́евка (эрз. Андрейвеле/Andreїvele) — село, центр и единственный населённый пункт Андреевского сельского поселения Большеигнатовского муниципального района Республики Мордовия. Недалеко от села располагается знаменитый археологический памятник древнемордовской культуры — Андреевский курган.

## География
Село Андреевка расположено в самом северном районе Республики Мордовия на речке Трокслейке, в трёх километрах от границы с Нижегородской областью. Расстояние до районного центра — 4 км, до железнодорожной станции Оброчное — 49 км, до Саранска — 96 км, до Нижнего Новгорода — 193 км, до Москвы — 622 км.
Климат в целом аналогичный московскому, но с более выраженной континентальностью. Средняя температура января −11 °C, июля +19 °C. Среднегодовое количество осадков — 450—500 мм.
Как и во всем Большеигнатовском районе, ландшафты здесь лесостепные, вторичной моренной равнины. На территории села расположено достаточно крупное месторождение кирпичных глин (с запасами 1344 тыс.м3).
В селе насчитывается 5 артезианских скважин, принадлежащих СХПК «Заря». Первая скважина пробурена в 1963 г. Глубины составляют 165—190 м. Эксплуатируемый водоносный горизонт образован нижнеказанскими кавернозными трещиноватыми известняками и доломитами. Горизонт вскрывается на глубинах в интервале от 139 до 160 м. Вскрываемая водоотдающая часть горизонта составляет 34-46 м. Воды напорные, уровень воды устанавливается на 55-86 м от поверхности земли. Удельный дебит изменяется в пределах от 0,4 до 1,0 л/сек на 1 м понижения динамического уровня. Минерализация извлекаемых вод изменяется в пределах от 0,5 до 0,7 г/л. По химическому составу воды сульфатно-гидрокарбонатные магниево-кальциевые. Общая жесткость составляет 9,5-12,6, устранимая 5,0-7,0 мг-экв/л. Содержание фтора 0,8 мг/л.
Крупной, не пересыхающей, реки в селе нет, но достаточно много малых рек, прудов (16).
В структуре почвенного покрова сельскохозяйственных земель преобладают чернозёмные и пойменные почвы, богатые гуминовыми кислотами.
Растительность представлена луговой степью, много садов, лесопосадок (преимущественно берёзовых и сосновых).

## История
Возникновение Андреевки относится к XVI веку.
Существует целая легенда, повествующая о том, как появилась Андреевка: «Было у отца 3 сына — Андрей, Игнат и Чукал. Статные были парни, настоящие богатыри. Когда пришло время, отправились они из отчего дома искать судьбу свою да и нашли. На этих местах они обосновались, стали жить. Так появились села Андреевка, Игнатово и Чукалы, которые стали называться по именам своих основателей.»
В «Списке населённых мест Симбирской губернии» (1863) Андреевка — деревня удельная из 86 дворов Ардатовского уезда. В 1614 году за деревней числилось 180 четей земли и 40 десятин лугов; Жители бортничали в Ашакудимском ухожае по речке Отава, впадающей в Алатырь, и в Мокшавинском ухожае, лежавшем по реке Алатырь от засеки до границы Арзамасского уезда. В 1671 году за ними показаны Чукальский и Шкудимский ухожаи. В генеральных переписях мордвы Алатырского уезда, проводившихся в XVII веке, населённый пункт именовался по-разному: Чукалы Малые (Андреевка тож) на Памятном овраге Сулеменского беляка, Мордва Верхопьянская (1624); Андреевка Старая на Мокорозлее, Низсурского стана (1671); Андреевка Старая на Каразлейеких вершинах (1696). В 1614 году в книге бортных ухожаев именуется Чукальской Выставкой, что ясно указывает на старое местожительство первых поселенцев. Название-антропоним: мордвин с христианским именем Андрей был первопоселенцем, основателем населённого пункта. С появлением Андреевки на речке Пичинейка (Пичелейка «сосновая речка», «сосновый овраг») в Низсурском стане Алатырского уезда, ныне входящей в состав Атяшевского района, Андреевка на Мокорозлее (на Каразлейских вершинах) стала именоваться Старой Андреевкой. Подвергались трансформации и географические названия: Памятный овраг, упомина емый в 1624 году, позднее именуется Мокорозлеем (Матразлей), Каразлейскими вершинами (каразлей — изрытый зверями или размытый водой овраг).
Андреевка никогда не была «барской» деревней, жители села были вольными людьми, которые исправно платили царский налог.
Первое упоминание об Андреевке относится к 1614 г. (Книга бортных ухожаев; название — «Чукальская Выставка», 180 четей земли). Жители бортничали в Ашкудимском (по речке Отаве, впадающей в Алатырь) и в Мокшавинском (вдоль р. Алатырь, от засеки до границы Арзамасского уезда) ухожаях. В генеральных переписях мордвы Алатырского уезда 17 в. данный населённый пункт именовался «Чукалы Малые». Название-антропоним: первым поселенцем был здесь мордвин Андрей. В «Списке населённых мест Симбирской губернии» (1863) Андреевка — удельная деревня из 86 дворов Ардатовского уезда. Жители Андреевки участвовали в повстанческих отрядах под руководством Степана Разина. До 1917 г. Андреевка входила в состав Киржеманской, затем до 1929 г. Талызинской волости Ардатовского уезда Симбирской губернии. В то время в Андреевке было 500 дворов, 5 ветряных мельниц, шерстобитня, 3 крупорушки, маслобойки, Христорождественская церковь, 3-классная начальная школа. В марте 1929 г. был создан колхоз им. Ворошилова (председатель — «двадцатипятитысячник» из Ленинграда К. И. Бузлаев), затем «Заря», с конца 1992 г. — СХПК. В современной инфраструктуре села — школа, магазин, медпункт, отделение связи, сберкасса, Дом культуры, АТС, библиотека (около 6 тыс. книг), действующая Христорождественская церковь. Вблизи села — Андреевский курган.
Андреевка — родина Героев Советского Союза Ф. Г. Шунеева и П. М. Куманева.

## Население
| 2002 | 2010 | 2012 | 2013 | 2014 | 2015 | 2016 |
| ---- | ---- | ---- | ---- | ---- | ---- | ---- |
| 828  | ↘700 | ↘681 | ↘649 | ↘628 | ↘601 | ↘597 |
| 2017 | 2018 | 2019 | 2020 | 2021 |      |      |
| ↘574 | ↘567 | ↘548 | ↘541 | ↗582 |      |      |

Национальный состав
Согласно результатам Всероссийской переписи населения 2002 года, в национальной структуре населения эрзя составляли 82 %.

## Известные уроженцы
- Тамара Сергеевна Баргова — эрзянская писательница. Заслуженный работник культуры Республики Мордовия, дважды награждена Государственной премией РМ.

## Источник
- Энциклопедия Мордовия, Р. Н. Бузакова.